# Luanko Minuto Soler
Gonzalo Andrés Luanko Castro (nascut el 31 de març de 1987 en Pudahuel, Santiago, Xile) més conegut pel seu nom artístic com Luanko Minuto Soler és un cantant xilé que fa cançons en castellá i maputxe. Ha fet cançons amb altres artistes xilens com amb artistes d'altres països com Liberato Kani (de Perú i N8V ACE (dels Estats Units).
Luanko va néixer al barri de Pudahuel de ciutat de Santiago, Xile. Va conèixer la cultura hip hop en Pudahuel, primer com a grafiter i després com MC.

## Discografia

### Àlbums
- 2008: Actos por necesidad (en català: Actes per necessitat)
- 2011: Inche ta Luanko (en català: Yo sóc Luanko)
- 2012: A pies helados (en català: A peus gelats)
- 2015: Tradición oral (en català: Tradició oral)
- 2017: Ketrolelan (en català: No estic mut)

### Senzills
- 2012: «Wewaiñ (Venceremos)» (en català: Vencerem)
- 2014: «Wiñoy Tañi Kewvn (Volvió Mi Lengua)» (en català: Va tornar la meva llengua)
- 2015: «Me Levantaré» (en català: M'Aixecaré)
- 2015: «Rap de la tierra» (en català: Rap de la terra)
- 2015: «Sáquennos» (en català: Traieu-nos)
- 2017: «Lawen (Medicina remedio)» (en català: Medicina remeio)
- 2017: «Mi sangre habla» (en català: La meva sang parla)
- 2017: «Olor a campo» (en català: Olor de camp)
- 2017: «Ütrirkelayaiñ (Sin envidia entre nosotros)» (en català: Sense enveja entre nosaltres)

### Col·laboracions
- "Nacimos libres" (amb Pineda Pride) (2013)
- "Sentir para vivir" (amb Pineda Pride) (2014)
- "Resistencia cultural" (amb Liberato Kani) (2016)
- "Piuke (Corazón)" (amb El Pollo SantaFeria) (2017)
- "Witrapaiñ (Estamos de Pie)" (amb Portavoz) (2018)
- "Yéego" (amb N8V ACE) (2018)

## Vida privada
Després de gravar el seu primer disc, va ingressar a estudiar per a professor d'Història en la Universitat Acadèmia d'Humanisme Cristià, i va dirigir diversos tallers de grafiti i de rap en Pudahuel.